# Hypena tolmeta
Hypena tolmeta là một loài bướm đêm trong họ Erebidae.